# Chemnitzer BC

Logo des Chemnitzer BC 1899

Der Chemnitzer Ballspiel-Club oder kurz CBC war ein Fußballverein aus der sächsischen Stadt Chemnitz.
Der seit 2018 existierende Chemnitzer Ballspiel-Club e. V. verweist mit der Jahreszahl 1899 im Vereinswappen auf die Tradition des historischen CBC. Eine direkte Verbindung existiert jedoch nicht.

## Vereinsgeschichte
Der Verein wurde am 2. Dezember 1899 von Mittweidaer Studenten als Chemnitzer SC Britannia gegründet. Am 28. Januar 1900 war der Club einer der Gründungsvereine des DFB. Im April 1900 wurde der Verein in Chemnitzer BC 1899 umbenannt. Am 8. August 1903 war der Verein eines von vier Gründungsmitgliedern des Verbandes Chemnitzer Fußball-Vereine. Nach einem Konkurs im Jahre 1933 wurde der CBC unter dem Namen Chemnitzer BC 1933 neu gegründet und existierte bis 1945. Damit war der CBC der älteste Fußballclub in Chemnitz, die Trikotfarben des Clubs waren schwarz-rot-weiß. Nach der Wende in der DDR scheiterte der Versuch, den FC Karl-Marx-Stadt in dieser Tradition als Chemnitzer Ballspielclub wiederzubeleben. Dennoch versteht sich der dann 1990 in Chemnitzer FC umbenannte Verein in der Tradition des CBC. So trug er auch über einige Jahre dessen Vereinsfarben auf seinen Auswärtstrikots.
Seine Heimspiele trug der Club ab 1939 in der Großkampfbahn in Chemnitz-Bernsdorf aus.
Beim CBC gab es auch eine Feldhockey-Mannschaft, die ihre Spiele ab 1929 auf der Städtischen Kampfbahn austrug.

## Sportlicher Werdegang
In der Saison 1903/04 war der Verein erstmals für die Endrunde um die Mitteldeutsche Meisterschaft qualifiziert, an der der CBC bis 1933 insgesamt 15-mal teilnahm. Nach zwei Halbfinalteilnahmen in den Spielzeiten 1907/08 und 1913/14 schaffte es die Mannschaft 19256/27 erstmals bis ins Endspiel, welches gegen den VfB Leipzig mit 0:4 verloren ging. Durch einen 3:2-Sieg im Finale gegen den VfB Leipzig gewann Chemnitz 1926/27 den mitteldeutschen Fußballpokal und qualifizierte sich dadurch dennoch für die Endrunde um die deutsche Meisterschaft 1927. Dort musste die Mannschaft in der ersten Runde gegen den späteren Meister 1. FC Nürnberg antreten und verlor mit 1:5. 1928/29 erreichten die Chemnitzer erneut das Finale der Mitteldeutschen Meisterschaft und unterlagen dieses Mal gegen den Dresdner SC mit 2:3. In der Spielzeit 1933/34 startete der CBC in der neu gegründeten Gauliga Sachsen, welche damals die höchste deutsche Spielklasse war. Nachdem die Mannschaft gleich in der ersten Saison abgestiegen war, dauerte es bis 1939/40, ehe die Rückkehr in die Gauliga gelang. Dort spielte der Verein bis zur Einstellung des Spielbetriebes Anfang 1945. Mit dem Verbot der Neubelebung der Vereinsstrukturen in der Sowjetischen Besatzungszone (SBZ) wurde eine Neugründung des Klubs in Chemnitz unmöglich.

## Personen
- Erich Hänel
- Kurt Nieher
- Lothar Richter bestritt 1941 ein Spiel für die deutsche Nationalmannschaft

## Erfolge
- Mitteldeutscher Pokalsieger: 1926/27